# Кристаландия-ду-Пиауи

Кристаландия-ду-Пиауи на карте штата.

Кристаландия-ду-Пиауи (порт. Cristalândia do Piauí) — муниципалитет в Бразилии, входит в штат Пиауи. Составная часть мезорегиона Юго-запад штата Пиауи. Входит в экономико-статистический микрорегион Шападас-ду-Эстрему-Сул-Пиауиенси. Население составляет 7831 человек на 2010 год. Занимает площадь 1202,895 км². Плотность населения — 6,51 чел./км².

## Демография
Согласно сведениям, собранным в ходе переписи 2010 г. Национальным институтом географии и статистики (IBGE), население муниципалитета составляет:
| Полное население                               | Полное население                               | Полное население                               | Полное население                               | 7831  |
| ---------------------------------------------- | ---------------------------------------------- | ---------------------------------------------- | ---------------------------------------------- | ----- |
| в том числе:                                   | Городское население                            | 2945                                           | Процент городского населения, %                | 37,61 |
|                                                | Сельское население                             | 4886                                           | Процент сельского населения, %                 | 62,39 |
|                                                | Мужское население                              | 4087                                           | Процент мужского населения, %                  | 52,19 |
|                                                | Женское население                              | 3744                                           | Процент женского населения, %                  | 47,81 |
| Плотность населения, чел/км²                   | Плотность населения, чел/км²                   | Плотность населения, чел/км²                   | Плотность населения, чел/км²                   | 6,51  |
| Население муниципалитета в % к населению штата | Население муниципалитета в % к населению штата | Население муниципалитета в % к населению штата | Население муниципалитета в % к населению штата | 0,25  |

По данным оценки 2016 года, население муниципалитета составляет 8102 жителя.

## История
Город основан в 1962 году.

## Статистика
- Валовой внутренний продукт на 2003 год составляет 9 355 776,00 реалов (данные: Бразильский институт географии и статистики).
- Валовой внутренний продукт на душу населения на 2003 год составляет 1395,34 реалов (данные: Бразильский институт географии и статистики).
- Индекс развития человеческого потенциала на 2000 год составляет 0,601 (данные: Программа развития ООН).